# Delphacodes dryope
Delphacodes dryope är en insektsart som först beskrevs av George Willis Kirkaldy 1907.  Delphacodes dryope ingår i släktet Delphacodes och familjen sporrstritar. Inga underarter finns listade i Catalogue of Life.